# Капкинка
Капкинка — село в Октябрьском районе Волгоградской области России, в составе Васильевского сельского поселения.
Население - 99 (2010)

## История
Село основано в 1887 году. Названо по имени калмыцкого рода - Капкинкн (от имени
зайсанга Капка). До революции Капкинка входила в Северный аймак Малодербетовского улуса Калмыцкой степи Астраханской губернии. Согласно сведениям, содержащимся в Памятной книжке  Астраханской губернии на 1914 год в селе Капкинка имелось 146 дворов, проживало 460 душ мужского и 470 женского пола
В 1920 года село отошло в состав Царицынской губернии, с 1928 года — в составе Нижне-Волжской области, Сталинградского округа Нижне-Волжского края, с 1935 года — Сталинградской области. В 1935 году на момент образования Ворошиловского (впоследствии Октябрьского) района село являлось административным центром самостоятельного Капкинского сельсовета.
В годы Великой Отечественной в районе села проходил один из оборонительных рубежей Сталинграда. 
28 декабря 1943 года калмыцкое население было депортировано.
В 1966 году село включено в состав Васильевского сельского совета.

## Физико-географическая характеристика
Село расположено в степи в пределах западной покатости Ергенинской возвышенности, относящейся к Восточно-Европейской равнине, на берегах реки Мышкова. Средняя высота над уровнем моря — 80 метров. В окрестностях - полезащитные лесополосы, распространены каштановые солонцеватые и солончаковые почвы.
По автомобильным дорогам расстояние до областного центра города Волгограда (до центра города) составляет 190 км, до районного центра посёлка Октябрьский - 34 км, до административного центра сельского поселения села Васильевка - менее 1 км.
Часовой пояс
Капкинка, как и вся Волгоградская область, находится в часовой зоне МСК (московское время). Смещение применяемого времени относительно UTC составляет +3:00.  Истинный полдень - 11:48:18

## Население
| 1911 | 1914 | 1987 | 2002 |
| ---- | ---- | ---- | ---- |
| 910  | 930  | ≈240 | 164  |

| 2010 |
| ---- |
| 99   |